# Cass City
Cass City é uma vila localizada no estado americano de Michigan, no Condado de Tuscola.

## Demografia
Segundo o censo americano de 2000, a sua população era de 2643 habitantes.
Em 2006, foi estimada uma população de 2575, um decréscimo de 68 (-2.6%).

## Geografia
De acordo com o United States Census Bureau tem uma área de
4,5 km², dos quais 4,5 km² cobertos por terra e 0,0 km² cobertos por água. Cass City localiza-se a aproximadamente 227 m acima do nível do mar.

## Localidades na vizinhança
O diagrama seguinte representa as localidades num raio de 24 km ao redor de Cass City.